# Diastylis tongoyensis
Diastylis tongoyensis är en kräftdjursart som beskrevs av Gergen och Watling 1998. Diastylis tongoyensis ingår i släktet Diastylis och familjen Diastylidae. Inga underarter finns listade i Catalogue of Life.